# Sid Marcus
Pour les articles homonymes, voir Marcus.
Sid Marcus est un réalisateur et scénariste américain, né le 14 octobre 1897 à Salt Lake City, dans l'Utah, et mort le 31 janvier 1979  à Culver City (États-Unis).

## Filmographie

### Comme Réalisateur
- 1930 : The Museum
- 1931 : Toby the Milkman
- 1935 : Neighbors
- 1937 : The Little Match Girl
- 1938 : Window Shopping
- 1938 : Poor Elmer
- 1938 : Little Moth's Big Flame
- 1939 : Peaceful Neighbors
- 1939 : The House that Jack Built
- 1939 : Jitterbug Knights
- 1939 : Dreams on Ice
- 1939 : Sioux Me
- 1940 : The Greyhound and the Rabbit
- 1940 : Barnyard Babies
- 1940 : Tangled Television
- 1940 : The Mad Hatter
- 1941 : A Helping Paw
- 1941 : The Streamlined Donkey
- 1941 : Land of Fun
- 1941 : Tom Thumb's Brother
- 1941 : The Cuckoo I.Q.
- 1941 : Who's Zoo in Hollywood
- 1941 : Red Riding Hood Rides Again
- 1944 : Amoozin' But Confoozin'
- 1944 : Pee-Kool-Yar-sit-chee-ay-shun
- 1945 : Goofy News Views
- 1947 : Up N' Atom
- 1947 : Swiss Tease
- 1947 : Kitty Caddy
- 1947 : Boston Beany
- 1948 : Topsy Turkey
- 1949 : Coo-Coo Bird Dog
- 1949 : Cat-Tastrophy
- 1960 : Courageous Cat and Minute Mouse (série télévisée)
- 1963 : The New Casper Cartoon Show (série télévisée)
- 1963 : Greedy Gabby Gator
- 1963 : Stowaway Woody
- 1963 : Salmon Loafer
- 1963 : Coy Decoy
- 1963 : The Tenant's Racket
- 1963 : Pesky Pelican
- 1963 : Tepee for Two
- 1963 : Science Friction
- 1964 : Lighthouse-keeping Blues
- 1964 : Ski-napper
- 1964 : Dumb Like a Fox
- 1964 : Deep Freeze Squeeze
- 1964 : Skin Folks
- 1964 : Woody's Clip Joint
- 1964 : Get Lost! Little Doggy
- 1965 : Three Little Woodpeckers
- 1965 : Birds of a Feather
- 1965 : Fractured Friendship
- 1965 : Half Baked Alaska
- 1965 : Pesty Guest
- 1966 : Operation Shanghai
- 1966 : Rough Riding Hood
- 1966 : Teeny Weeny Meany
- 1967 : L'Homme-araignée (Spider-Man)
- 1969 : Here Comes the Grump (série télévisée)
- 1969 : La Panthère rose (The Pink Panther Show) (série télévisée)
- 1973 : Freeze a Jolly Good Fellow
- 1974 : Giddy Up Woe
- 1974 : Mesa Trouble
- 1976 : Sweat Hog Shark
- 1976 : Mama
- 1976 : Pinky Doodle
- 1977 : What's New, Mr. Magoo? (en) (série télévisée)
- 1977 : Baggy Pants & the Nitwits (série télévisée)
- 1978 : The All New Pink Panther Show (série télévisée)
- 1978 : To Catch a Halibut
- 1978 : Pink Arcade
- 1978 : Dietetic Pink
- 1978 : Pink S.W.A.T.
- 1978 : Yankee Doodle Pink
- 1978 : Pink in the Drink
- 1978 : Pink Z-Z-Z
- 1979 : Toro Pink
- 1979 : Pink Pull
- 1979 : Doctor Pink
- 1979 : Spider-Woman (série télévisée)
- 1981 : Spider-Man and His Amazing Friends (série télévisée)

### Comme scénariste
- 1937 : Hollywood Picnic
- 1967 : Hot Time on Ice
- 1967 : Chilly and the Woodchopper
- 1970 : A Gooney Is Born
- 1970 : Odd Ant Out
- 1970 : La Panthère rose (The Pink Panther Show) (série télévisée)
- 1971 : Chilly's Hide-a-Way
- 1972 : The Rude Intruder